# Saints and Sinners (film, 2023)
Pour les articles homonymes, voir Saints and Sinners.
Pour plus de détails, voir Fiche technique et Distribution.
Saints & Sinners ou Au pays des saints et des pécheurs au Québec (In the Land of Saints and Sinners) est un film irlandais réalisé par Robert Lorenz, sorti en 2023.
Il est présenté en avant-première à la Mostra de Venise 2023.

## Synopsis
En 1974, dans le village côtier de Gleann Cholm Cille, situé sur la pointe sud-ouest du Comté de Donegal en Irlande, Finbar Murphy, un tueur à gages local décide de se retirer de cette activité pour mener une vie plus paisible. Mais son implication dans la résolution violente d'une affaire qui lui tient à cœur va troubler son projet de mise à la retraite en le mettant en conflit avec des membres de l'IRA se cachant dans la région.

## Fiche technique
Sauf indication contraire, les informations mentionnées dans cette section peuvent être confirmées par la base de données cinématographiques IMDb,  présente dans la section « Liens externes ».
- Titre original : In the Land of Saints and Sinners
- Titre français : Saints and Sinners
- Réalisation : Robert Lorenz
- Scénario : Mark Michael McNally et Terry Loane
- Musique : Diego Baldenweg, Lionel Baldenweg et Nora Baldenweg
- Direction artistique : Kieran McNulty
- Décors : Derek Wallace
- Costumes : Leonie Prendergast
- Photographie : Tom Stern
- Montage : Jeremiah O'Driscoll
- Production : Markus Barmettler, Kieran Corrigan, Geraldine Hughes, Terry Loane, Jennifer Ritter et Bonnie Timmermann
- Sociétés de production : Facing East Entertainment, Jumpy Cow Pictures, Merlin Films, Prodigal Films et Davis-Films ; en association avec London Town Films, Saga Film, Bleiberg Entertainment et Great Point Media
- Sociétés de distribution : Samuel Goldwyn Films (États-Unis), Prime Video (France), Netflix (Irlande, Royaume-Uni), Signature Entertainment (Canada)
- Budget : N/A
- Pays de production :  Irlande
- Langue originale : anglais
- Format : couleur
- Genre : action, thriller
- Durée : 106 minutes
- Dates de sortie[2] :
  - Italie : 6 septembre 2023 (Mostra de Venise)
  - France : 1er mars 2024 (sur Prime Video), 12 avril 2024 (sorties en DVD et Blu-ray[3])
  - États-Unis : 29 mars 2024
- Classification[4] :
  - États-Unis : R

## Distribution
- Liam Neeson (VF : Frédéric van den Driessche ; VQ : Éric Gaudry) : Finbar Murphy
- Kerry Condon (VFB : Valérie Muzzi ; VQ : Pascale Montreuil) : Doireann McCann
- Jack Gleeson (VFB : Mickey Boccar-Dumonceau ; VQ : Nicolas Poulin) : Kevin
- Ciarán Hinds (VFB : Robert Guilmard ; VQ : Marc Bellier) : Vincent « Vinnie » O'Shea
- Sarah Greene (VFB : Audrey d'Hulstère ; VQ : Kim Jalabert) : Sinéad
- Colm Meaney (VFB : Martin Spinhayer ; VQ : Manuel Tadros) : Robert McQue
- Desmond Eastwood (VFB : Maxime Donnay ; VQ : Benoit Drouin-Germain) : Curtis June
- Niamh Cusack (en) (VFB : Jacqueline Ghaye) : Rita
- Conor MacNeill (VFB : Valentin Vanstechelman ; VQ : Nicholas Savard L'Herbier) : Conan McGrath
- Seamus O'Hara (en) (VFB : Simon Duprez ; VQ : Guillaume Cyr) : Séamus McKenna
- Conor Hamill (VFB : Jean-François Rossion) : Pat O'Donnell
- Michelle Gleeson (VQ : Lily Rose Régnier) : Moya

Version française dirigée par Rebecca Benhamour (France) et Géraldine Frippiat (Belgique) aux studios Dubbing Brothers, d'après une adaptation des dialogues d'Alicia Sebrien.
Version québécoise dirigée par Manon Arsenault aux studios Difuze, d'après une adaptation des dialogues de Nadine Taillon.

## Production
En octobre 2021, Liam Neeson est annoncé dans le rôle principal d'un thriller situé en Irlande réalisé par Robert Lorenz, qui l'avait déjà dirigé pour Le Vétéran (2021). Ciarán Hinds est également annoncé. En avril 2022, Kerry Condon rejoint également la distribution. Le scénario est écrit Mark Michael McNally et Terry Loane, avec des réécritures de Matthew Feitshans. Le tournage doit alors débuter en mars 2022 en Irlande. Mi-2022, les prises de vues se déroulent dans le comté de Donegal (Gleann Cholm Cille, Kilcar, Ardara, Killybegs), avec quelques plans tournés à Dublin.

## Sortie et accueil

### Diffusion
En avril 2022, Netflix annonce avoir pré-acquis les droits de distribution pour l'Irlande et le Royaume-Uni.
Le film est présenté en avant-première à la Mostra de Venise 2023 le 6 septembre 2023.

### Box-office
| Pays ou région        | Box-office  | Date d'arrêt du box-office | Nombre de semaines |
| --------------------- | ----------- | -------------------------- | ------------------ |
| États-Unis            | 2 258 795 $ | 16 avril 2024              | 3                  |
| Total hors États-Unis | 949 917 $   | 24 mars 2024               | —                  |
| Total mondial         | 3 208 712 $ | 16 avril 2024              | 3                  |